# Suor Barbara Ragnoni

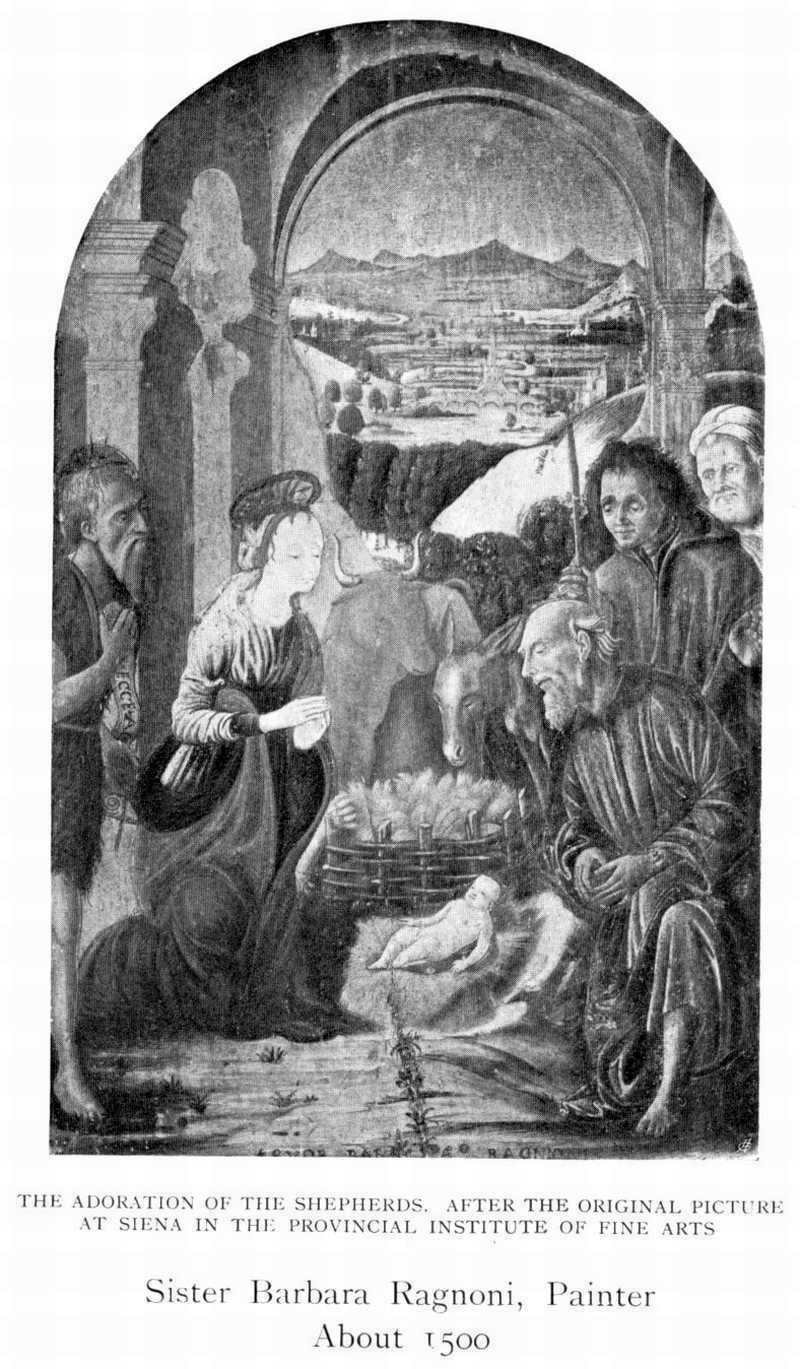
Adoración de los pastores en el Museo de Bellas Artes de Siena

Suor Barbara Ragnoni (1448-1533) fue una artista italiana de la que solo se conserva una obra.
Su cuadro firmado, La adoración de los pastores, se encuentra ahora en la Pinacoteca de Siena. El estilo de la pintura, con sus colores cálidos, está muy en consonancia con el estilo tardío del Quattrocento.Suor Barbara Ragnoni, aparece en el libro Women Painters of the World. 